# Torneo del Interior 1998
El Torneo del Interior de 1998, llamado oficialmente Torneo del Interior “Tomás Güena”, fue la edición inaugural del torneo que reúne a los mejores clubes de las uniones del interior, nombre con el que se conoce a las uniones provinciales afiliadas a la Unión Argentina de Rugby, excluyendo a la Unión de Rugby de Buenos Aires.
El torneo fue creado con el objetivo de fomentar el desarrollo interno y ensanchar la base competitiva entre los clubes del interior de la Argentina, fortaleciendo a los clubes que carecían de rivales exigentes en sus torneos locales. De esta manera, el torneo pasaría a ser un paso intermedio entre los torneos provinciales y el Nacional de Clubes, torneo que integraba a los mejores clubes del país, pero no ofrecía suficiente continuidad a los clubes del interior.
La final se disputó el 24 de octubre en las instalaciones del Club La Tablada de Córdoba, enfrentando al Jockey Club de Córdoba y a Marista Rugby Club de Mendoza. El equipo cordobés consiguió el título al imponerse 25-13. Se destacó durante este torneo la Unión Cordobesa de Rugby, con todos sus clubes participantes clasificando a la segunda fase y dos clubes clasificados a semifinales.
Este fue el primer torneo oficial organizado por la Unión Argentina de Rugby en implementar el sistema de puntos bonus, otorgando un punto extra a los equipos por marcar cuatro o más tries en un partido y por perder por siete puntos o menos.

## Equipos participantes
Participaron de este torneo 43 clubes provenientes de 20 uniones provinciales. Los equipos fueron divididos en dos niveles dependiendo de su clasificación: Grupo A (16 equipos) y Grupo B (27 equipos).
Grupo A
El grupo A estuvo compuesto por dieciséis equipos: los cuatro mejores clasificados de las uniones de Córdoba, Mendoza, Rosario y Tucumán.
| Unión de origen                     | Club                          | Vía de clasificación                                 |
| ----------------------------------- | ----------------------------- | ---------------------------------------------------- |
| Unión Cordobesa de Rugby 4 equipos  | Tala Rugby Club               | Campeón del Torneo Oficial de la UCR 1998.           |
| Unión Cordobesa de Rugby 4 equipos  | Jockey Club de Córdoba        | Subcampeón del Torneo Oficial de la UCR 1998.        |
| Unión Cordobesa de Rugby 4 equipos  | Córdoba Athletic Club         | 3.° puesto del Torneo Oficial de la UCR 1998.        |
| Unión Cordobesa de Rugby 4 equipos  | Club La Tablada               | 4.° puesto del Torneo Oficial de la UCR 1998.        |
| Unión de Rugby de Cuyo 4 equipos    | Marista Rugby Club            | Campeón del torneo de la URC 1998.                   |
| Unión de Rugby de Cuyo 4 equipos    | Liceo Rugby Club              | 2.° al 4.° puesto del torneo de la URC 1998.         |
| Unión de Rugby de Cuyo 4 equipos    | Los Tordos Rugby Club         | 2.° al 4.° puesto del torneo de la URC 1998.         |
| Unión de Rugby de Cuyo 4 equipos    | Mendoza Rugby Club            | 2.° al 4.° puesto del torneo de la URC 1998.         |
| Unión de Rugby de Rosario 4 equipos | Jockey Club de Rosario        | Campeón del Torneo Oficial de la URR 1998.           |
| Unión de Rugby de Rosario 4 equipos | Club Logaritmo Rugby          | 2.° al 4.° puesto del Torneo Oficial de la URR 1998. |
| Unión de Rugby de Rosario 4 equipos | Duendes Rugby Club            | 2.° al 4.° puesto del Torneo Oficial de la URR 1998. |
| Unión de Rugby de Rosario 4 equipos | Gimnasia y Esgrima de Rosario | 2.° al 4.° puesto del Torneo Oficial de la URR 1998. |
| Unión de Rugby de Tucumán 4 equipos | Universitario de Tucumán      | Campeón del Campeonato Anual de la URT 1998.         |
| Unión de Rugby de Tucumán 4 equipos | Los Tarcos Rugby Club         | Subcampeón del Campeonato Anual de la URT 1998.      |
| Unión de Rugby de Tucumán 4 equipos | Tucumán Rugby Club            | 3.° puesto del Campeonato Anual de la URT 1998.      |
| Unión de Rugby de Tucumán 4 equipos | Tucumán Lawn Tennis Club      | 4.° puesto del Campeonato Anual de la URT 1998.      |

Grupo B
El grupo B estuvo compuesto por 27 clubes provenientes de las 20 uniones del interior. Clasificaron los 5.° clasificados de Córdoba, Mendoza, Rosario y Tucumán junto a los campeones de las 16 uniones restantes. Las uniones de Alto Valle, Entre Ríos, Mar del Plata, Nordeste, Salta, San Juan y Santa Fe también recibieron un segundo cupo por haber disputado la Zona Campeonato y Ascenso del Campeonato Argentino de Rugby de 1998.
| Unión de origen                           | Club                       | Vía de clasificación                                  |
| ----------------------------------------- | -------------------------- | ----------------------------------------------------- |
| Unión de Rugby de Mar del Plata 2 equipos | Pueyrredón Rugby Club      | Campeón del torneo de la URDMP 1998.                  |
| Unión de Rugby de Mar del Plata 2 equipos | IPR Sporting Club          | Subcampeón del torneo de la URDMP 1998.               |
| Unión de Rugby de Tucumán 2 equipos       | Natación y Gimnasia        | 5.° y 6.° puesto del Campeonato Anual de la URT 1998. |
| Unión de Rugby de Tucumán 2 equipos       | Cardenales Rugby Club      | 5.° y 6.° puesto del Campeonato Anual de la URT 1998. |
| Unión de Rugby del Alto Valle 2 equipos   | Roca Rugby Club            | Campeón y subcampeón del torneo local.                |
| Unión de Rugby del Alto Valle 2 equipos   | Neuquén Rugby Club         | Campeón y subcampeón del torneo local.                |
| Unión de Rugby del Nordeste 2 equipos     | Taragüy Rugby Club         | Campeón y subcampeón del torneo local.                |
| Unión de Rugby del Nordeste 2 equipos     | Aranduroga Rugby Club      | Campeón y subcampeón del torneo local.                |
| Unión Entrerriana de Rugby 2 equipos      | Estudiantes de Paraná      | Campeón y subcampeón del torneo local.                |
| Unión Entrerriana de Rugby 2 equipos      | Club Tilcara               | Campeón y subcampeón del torneo local.                |
| Unión Sanjuanina de Rugby 2 equipos       | San Juan Rugby Club        | Campeón y subcampeón del torneo local.                |
| Unión Sanjuanina de Rugby 2 equipos       | UNSJ                       | Campeón y subcampeón del torneo local.                |
| Unión Santafesina de Rugby 2 equipos      | Universitario de Santa Fe  | Campeón del torneo de la USR 1998.                    |
| Unión Santafesina de Rugby 2 equipos      | Santa Fe Rugby Club        | Subcampeón del torneo de la USR 1998.                 |
| Unión Cordobesa de Rugby                  | Club Palermo Bajo          | 5.° puesto del Torneo Oficial de la UCR 1998.         |
| Unión de Rugby Austral                    | San Jorge Rugby Club       | Campeón del torneo local.                             |
| Unión de Rugby de Cuyo                    | Teqüe Rugby Club           | 5.° puesto del Torneo Oficial de la URC 1998.         |
| Unión de Rugby de Formosa                 | Aguará Rugby & Hockey Club | Campeón del torneo local.                             |
| Unión de Rugby de Misiones                | Club Centro de Cazadores   | Campeón del torneo local.                             |
| Unión de Rugby de Rosario                 | Universitario de Rosario   | 5.° puesto del Torneo Oficial de la URR 1998.         |
| Unión de Rugby de Salta                   | Jockey Club de Salta       | Campeón del torneo local.                             |
| Unión de Rugby del Centro                 | Los Cardos Rugby Club      | Campeón del torneo local.                             |
| Unión de Rugby del Oeste                  | Club Los Miuras            | Campeón del Torneo de la UROBA 1998.                  |
| Unión de Rugby del Sur                    | Sociedad Sportiva          | Campeón del torneo local.                             |
| Unión de Rugby del Valle del Chubut       | Patoruzú Rugby Club        | Campeón del torneo local.                             |
| Unión Jujeña de Rugby                     | Suri Rugby Club            | Campeón del torneo local.                             |
| Unión Santiagueña de Rugby                | Santiago Lawn Tennis Club  | Campeón del torneo local.                             |

La Unión de Rugby de Tucumán solicitó a la UAR ocho cupos en lugar de los cinco que les correspondía, argumentando que los dos cupos de la Unión de Rugby de Salta y el cupo de la Unión Santiagueña de Rugby le correspondían a Tucumán debido a que los clubes de Salta y Santiago del Estero ya habían participado del torneo regional organizado por la URT y no habían logrado los puestos de clasificación. La posición de la Unión Argentina de Rugby fue generalmente negativa ante este reclamo, pero la URT acabó recibiendo un sexto cupo, originalmente destinado al subcampeón de la Unión de Rugby de Salta.

## Formato
Primera fase
Los 43 equipos clasificados fueron divididos en dos niveles durante la primera fase: Grupo A (16 equipos) y Grupo B (27 equipos).
- Grupo A: el Grupo A estuvo compuesto por los cuatro equipos mejores clasificados de Córdoba, Mendoza, Rosario y Tucumán. Los dieciséis equipos fueron divididos en cuatro zonas (A1, A2, A3 y A4) de cuatro equipos cada una, con cada zona contando con un representante de cada unión. Los dos mejores equipos de cada zona clasificaron a la segunda fase.

- Grupo B: el Grupo B estuvo compuesto por los veintisiete equipos restantes y estuvo dividido en cinco zonas (B1, B2, B3, B4 y B5) de cinco o seis equipos cada una, organizadas de acuerdo a su ubicación geográfica. Los ganadores de las zonas B1, B2 y B3 clasificaron a la segunda fase de forma directa, mientras que los ganadores de las zonas B4 y B5 jugaron un partido de repechaje para determinar el último clasificado.

Todas las zonas en ambos grupos se resolvieron bajo el sistema de todos contra todos a una sola ronda, alternando encuentros de local y visitante.  Se otorgaron 4 puntos por partido ganado, 2 por partido empatado y 0 por partido perdido. Se otorgó 1 punto bonus ofensivo en el caso de marcar cuatro tries o más y 1 punto bonus defensivo por perder por siete puntos de diferencia o menos.
Segunda fase y fase final
Los 12 equipos clasificados a la segunda fase (8 del Grupo A y 4 del Grupo B) fueron divididos en cuatro zonas de tres equipos cada una, distribuidos de acuerdo a su ubicación geográfica. Las zonas se resolvieron bajo el mismo formato que las zonas de la primera fase, con los ganadores de cada zona clasificando a la fase final. La fase final se disputó a eliminación directa en semifinales y final, con el ganador obteniendo el título.

## Primera fase

### Grupo A
Zona A1
| Pos. | Equipos    | Partidos | Partidos | Partidos | Tantos | Tantos | Tantos | Pts. |
| Pos. | Equipos    | G        | E        | P        | PF     | PC     | DP     | Pts. |
| ---- | ---------- | -------- | -------- | -------- | ------ | ------ | ------ | ---- |
| 1.°  | Tala       | 3        | 0        | 0        | 108    | 56     | +52    |      |
| 2.°  | Duendes    | 2        | 0        | 1        | 81     | 41     | +40    |      |
| 3.°  | Tucumán RC | 1        | 0        | 2        | 81     | 82     | -1     |      |
| 4.°  | Mendoza RC | 0        | 0        | 3        | 41     | 132    | -91    |      |

|  | Clasifica a segunda fase |

| 5 de septiembre | Mendoza RC | 10 - 43 | Tala |  |  |

| 5 de septiembre | Duendes | 20 - 7 | Tucumán RC |  |  |

| 12 de septiembre | Tala | 38 - 29 | Tucumán RC |                                      |                                      |
|                  |      | Reporte |            | Árbitro(s): Carlos Blengio (Uruguay) | Árbitro(s): Carlos Blengio (Uruguay) |

| 12 de septiembre | Duendes | 44 - 7 | Mendoza RC |  |  |

| 19 de septiembre | Tala | 27 - 17 | Duendes |  |  |
|                  |      | Reporte |         |  |  |

| 19 de septiembre | Tucumán RC | 45 - 24 | Mendoza RC |  |  |

Zona A2
| Pos. | Equipos                | Partidos | Partidos | Partidos | Tantos | Tantos | Tantos | Pts. |
| Pos. | Equipos                | G        | E        | P        | PF     | PC     | DP     | Pts. |
| ---- | ---------------------- | -------- | -------- | -------- | ------ | ------ | ------ | ---- |
| 1.°  | Jockey Club (C)        | 2        | 0        | 1        | 102    | 79     | +23    |      |
| 2.°  | Marista                | 2        | 0        | 1        | 69     | 65     | +4     |      |
| 3.°  | Gimnasia y Esgrima (R) | 1        | 0        | 2        | 74     | 71     | +3     |      |
| 4.°  | Tucumán Lawn Tennis    | 1        | 0        | 2        | 56     | 86     | -30    |      |

|  | Clasifica a segunda fase |

| 5 de septiembre | Tucumán Lawn Tennis | 22 - 17 | Marista | La Caldera del Parque, San Miguel de Tucumán |  |

| 5 de septiembre | Jockey Club (C) | 35 - 29 | Gimnasia y Esgrima (R) |  |  |

| 12 de septiembre | Marista | 20 - 18 | Gimnasia y Esgrima (R) |  |  |

| 12 de septiembre | Jockey Club (C) | 42 - 18 | Tucumán Lawn Tennis |                                           |                                           |
|                  |                 | Reporte |                     | Árbitro(s): Victor Rabufetti (Entre Ríos) | Árbitro(s): Victor Rabufetti (Entre Ríos) |

| 19 de septiembre | Marista | 32 - 25 | Jockey Club (C) |  |  |

| 19 de septiembre | Gimnasia y Esgrima (R) | 27 - 16 | Tucumán Lawn Tennis |  |  |

Zona A3
| Pos. | Equipos           | Partidos | Partidos | Partidos | Tantos | Tantos | Tantos | Pts. |
| Pos. | Equipos           | G        | E        | P        | PF     | PC     | DP     | Pts. |
| ---- | ----------------- | -------- | -------- | -------- | ------ | ------ | ------ | ---- |
| 1.°  | Los Tordos        | 3        | 0        | 0        | 92     | 78     | +14    |      |
| 2.°  | Córdoba Athletic  | 2        | 0        | 1        | 98     | 87     | +11    |      |
| 3.°  | Universitario (T) | 1        | 0        | 2        | 75     | 59     | +16    |      |
| 4.°  | Logaritmo         | 0        | 0        | 3        | 73     | 114    | -41    |      |

|  | Clasifica a segunda fase |

| 5 de septiembre | Logaritmo | 13 - 31 | Universitario (T) |  |  |

| 5 de septiembre | Los Tordos | 35 - 26 | Córdoba Athletic |  |  |

| 12 de septiembre | Universitario (T) | 19 - 20 | Córdoba Athletic |                                        |                                        |
|                  |                   | Reporte |                  | Árbitro(s): Santiago Borsani (Rosario) | Árbitro(s): Santiago Borsani (Rosario) |

| 12 de septiembre | Los Tordos | 31 - 27 | Logaritmo |  |  |

| 19 de septiembre | Universitario (T) | 25 - 26 | Los Tordos |  |  |

| 19 de septiembre | Córdoba Athletic | 52 - 33 | Logaritmo |  |  |

Zona A4
| Pos. | Equipos         | Partidos | Partidos | Partidos | Tantos | Tantos | Tantos | Pts. |
| Pos. | Equipos         | G        | E        | P        | PF     | PC     | DP     | Pts. |
| ---- | --------------- | -------- | -------- | -------- | ------ | ------ | ------ | ---- |
| 1.°  | Jockey Club (R) | 3        | 0        | 0        | 107    | 77     | +30    |      |
| 2.°  | La Tablada      | 1        | 1        | 1        | 109    | 75     | +34    |      |
| 3.°  | Los Tarcos      | 1        | 1        | 1        | 79     | 92     | -13    |      |
| 4.°  | Liceo RC        | 0        | 0        | 3        | 82     | 133    | -51    |      |

|  | Clasifica a segunda fase |

| 5 de septiembre | La Tablada | 21 - 28 | Jockey Club (R) |  |  |

| 5 de septiembre | Los Tarcos | 30 - 28 | Liceo RC |  |  |

| 12 de septiembre | Jockey Club (R) | 45 - 37 | Liceo RC |  |  |

| 12 de septiembre | Los Tarcos | 30 - 30 | La Tablada |                                       |                                       |
|                  |            | Reporte |            | Árbitro(s): Carlos Molinari (Rosario) | Árbitro(s): Carlos Molinari (Rosario) |

| 19 de septiembre | Jockey Club (R) | 34 - 19 | Los Tarcos |  |  |

| 19 de septiembre | Liceo RC | 17 - 58 | La Tablada |  |  |

### Grupo B
Zona B1
| Pos. | Equipos               | Partidos | Partidos | Partidos | Tantos | Tantos | Tantos | Pts. |
| Pos. | Equipos               | G        | E        | P        | PF     | PC     | DP     | Pts. |
| ---- | --------------------- | -------- | -------- | -------- | ------ | ------ | ------ | ---- |
| 1.°  | Palermo Bajo          | 4        | 0        | 1        | 228    | 126    | +102   |      |
| 2.°  | Santa Fe RC           | 4        | 0        | 1        | 135    | 105    | +30    |      |
| 3.°  | Estudiantes de Paraná | 3        | 0        | 2        | 194    | 78     | +116   |      |
| 4.°  | Universitario (SF)    | 3        | 0        | 2        | 122    | 123    | -1     |      |
| 5.°  | Los Miuras            | 1        | 0        | 4        | 77     | 232    | -155   |      |
| 6.°  | Tilcara               | 0        | 0        | 5        | 118    | 210    | -92    |      |

|  | Clasifica a segunda fase |

| 23 de agosto | Palermo Bajo | 82 - 8  | Los Miuras |  |  |
|              |              | Reporte |            |  |  |

| 23 de agosto | Universitario (SF) | 22 - 35 | Santa Fe RC |  |  |

| 23 de agosto | Estudiantes de Paraná | 45 - 17 | Tilcara |  |  |

| 29 de agosto | Tilcara | 37 - 41 | Los Miuras |  |  |

| 29 de agosto | Santa Fe RC | 19 - 13 | Estudiantes de Paraná |  |  |

| 29 de agosto | Palermo Bajo | 39 - 21 | Universitario (SF) |                                  |                                  |
|              |              | Reporte |                    | Árbitro(s): Lucas Diez (Rosario) | Árbitro(s): Lucas Diez (Rosario) |

| 5 de septiembre | Los Miuras | 10 - 27 | Santa Fe RC |  |  |

| 5 de septiembre | Universitario (SF) | 22 - 20 | Estudiantes de Paraná |  |  |

| 5 de septiembre | Tilcara | 24 - 56 | Palermo Bajo |  |  |

| 12 de septiembre | Palermo Bajo | 41 - 20 | Santa Fe RC |                                      |                                      |
|                  |              | Reporte |             | Árbitro(s): Marcelo Gutiérrez (Cuyo) | Árbitro(s): Marcelo Gutiérrez (Cuyo) |

| 12 de septiembre | Universitario (SF) | 34 - 21 | Tilcara |  |  |

| 12 de septiembre | Estudiantes de Paraná | 63 - 10 | Los Miuras |  |  |

| 19 de septiembre | Estudiantes de Paraná | 53 - 10 | Palermo Bajo |  |  |

| 19 de septiembre | Los Miuras | 8 - 23 | Universitario (SF) |  |  |

| 19 de septiembre | Santa Fe RC | 34 - 19 | Tilcara |  |  |

Zona B2
| Pos. | Equipos             | Partidos | Partidos | Partidos | Tantos | Tantos | Tantos | Pts. |
| Pos. | Equipos             | G        | E        | P        | PF     | PC     | DP     | Pts. |
| ---- | ------------------- | -------- | -------- | -------- | ------ | ------ | ------ | ---- |
| 1.°  | Sgo. Lawn Tennis    | 4        | 0        | 0        | 258    | 76     | +182   |      |
| -    | Jockey Club (S)     | 2        | 0        | 2        | 99     | 102    | -3     |      |
| -    | Suri Rugby Club     | 2        | 0        | 2        | 50     | 188    | -138   |      |
| -    | Natación y Gimnasia | 1        | 0        | 2        |        |        |        |      |
| -    | Cardenales          | 0        | 0        | 3        |        |        |        |      |

|  | Clasifica a segunda fase |

| 23 de agosto | Santiago Lawn Tennis | 148 - 3 | Suri Rugby Club |  |  |

| 23 de agosto | Jockey Club (S) | 36 - 21 | Cardenales Rugby Club |  |  |

| 29 de agosto | Suri Rugby Club | 18 - 12 | Jockey Club (S) |  |  |

| 29 de agosto | Natación y Gimnasia | 29 - 42 | Santiago Lawn Tennis |  |  |

| 5 de septiembre | Santiago Lawn Tennis | 42 - 27 | Jockey Club (S) |  |  |

| 5 de septiembre | Cardenales | - | Natación y Gimnasia |  |  |

| 12 de septiembre | Natación y Gimnasia | w.o. | Suri Rugby Club |  |  |

| 12 de septiembre | Santiago Lawn Tennis | 26 - 17 | Cardenales |  |  |

| 19 de septiembre | Jockey Club (S) | 24 - 21 | Natación y Gimnasia |  |  |

| 19 de septiembre | Suri Rugby Club | 29 - 28 | Cardenales |  |  |

Zona B3
| Pos. | Equipos             | Partidos | Partidos | Partidos | Tantos | Tantos | Tantos | Pts. |
| Pos. | Equipos             | G        | E        | P        | PF     | PC     | DP     | Pts. |
| ---- | ------------------- | -------- | -------- | -------- | ------ | ------ | ------ | ---- |
| 1.°  | Aranduroga          | 3        | 0        | 1        | 142    | 79     | +63    |      |
| 2.°  | Taragüy             | 3        | 0        | 1        | 99     | 72     | +27    |      |
| 3.°  | Universitario (R)   | 2        | 0        | 2        | 246    | 92     | +154   |      |
| 4.°  | Centro de Cazadores | 1        | 0        | 3        | 98     | 209    | -111   |      |
| 5.°  | Aguará RHC          | 0        | 0        | 4        | 58     | 191    | -133   |      |

|  | Clasifica a segunda fase |

| 23 de agosto | Centro de Cazadores | 26 - 22 | Aguará RHC |  |  |

| 23 de agosto | Taragüy | 18 - 15 | Aranduroga |  |  |

| 29 de agosto | Aguará RHC | 0 - 30 | Taragüy |  |  |

| 29 de agosto | Universitario (R) | 92 - 26 | Centro de Cazadores |  |  |

| 5 de septiembre | Centro de Cazadores | 19 - 29 | Taragüy |  |  |

| 5 de septiembre | Aranduroga | 25 - 17 | Universitario (R) |  |  |

| 12 de septiembre | Universitario (R) | 99 - 19 | Aguará RHC |  |  |

| 12 de septiembre | Centro de Cazadores | 27 - 66 | Aranduroga |  |  |

| 19 de septiembre | Taragüy | 22 - 38 | Universitario (R) |  |  |

| 19 de septiembre | Aguará RHC | 17 - 36 | Aranduroga |  |  |

Zona B4
| Pos. | Equipos     | Partidos | Partidos | Partidos | Tantos | Tantos | Tantos | Pts. |
| Pos. | Equipos     | G        | E        | P        | PF     | PC     | DP     | Pts. |
| ---- | ----------- | -------- | -------- | -------- | ------ | ------ | ------ | ---- |
| 1.°  | Teqüe       | 5        | 0        | 0        | 148    | 52     | +96    |      |
| 2.°  | UNSJ        | 4        | 0        | 1        | 147    | 72     | +75    |      |
| 3.°  | San Juan RC | 3        | 0        | 2        | 146    | 73     | +73    |      |
| 4.°  | Roca RC     | 2        | 0        | 3        | 100    | 96     | +4     |      |
| 5.°  | Neuquén RC  | 1        | 0        | 4        | 79     | 152    | -73    |      |
| 6.°  | Los Cardos  | 0        | 0        | 5        | 35     | 210    | -175   |      |

|  | Clasifica a repechaje |

| 8 de agosto | Teqüe | 57 - 3 | Los Cardos |  |  |

| 8 de agosto | Neuquén RC | 20 - 27 | Roca RC |  |  |

| 8 de agosto | San Juan RC | 9 - 16 | UNSJ |  |  |

| 15 de agosto | Neuquén RC | 14 - 33 | San Juan RC |  |  |

| 15 de agosto | Roca RC | 15 - 24 | UNSJ |  |  |

| 17 de agosto | Neuquén RC | 17 - 64 | UNSJ |  |  |

| 17 de agosto | Roca RC | 14 - 17 | San Juan RC |  |  |

| 23 de agosto | Los Cardos | 12 - 35 | Roca RC |  |  |

| 23 de agosto | Teqüe | 17 - 10 | San Juan RC |  |  |

| 28 de agosto | Neuquén RC | 9 - 23 | Teqüe |  |  |

| 28 de agosto | UNSJ | 22 - 3 | Los Cardos |  |  |

| 30 de agosto | Roca RC | 9 - 23 | Teqüe |  |  |

| 30 de agosto | San Juan RC | 77 - 12 | Los Cardos |  |  |

| 12 de septiembre | UNSJ | 21 - 28 | Teqüe |  |  |

| 12 de septiembre | Los Cardos | 5 - 19 | Neuquén RC |  |  |

Zona B5
| Pos. | Equipos           | Partidos | Partidos | Partidos | Tantos | Tantos | Tantos | Pts. |
| Pos. | Equipos           | G        | E        | P        | PF     | PC     | DP     | Pts. |
| ---- | ----------------- | -------- | -------- | -------- | ------ | ------ | ------ | ---- |
| 1.°  | Sociedad Sportiva | 3        | 0        | 1        | 89     | 66     | +23    |      |
| 2.°  | IPR Sporting Club | 3        | 0        | 1        | 108    | 70     | +38    |      |
| 3.°  | Patoruzú RC       | 2        | 0        | 2        | 80     | 86     | -6     |      |
| 4.°  | San Jorge RC      | 1        | 0        | 3        | 48     | 139    | -91    |      |
| 5.°  | Pueyrredón RC     | 1        | 0        | 3        | 121    | 85     | +36    |      |

|  | Clasifica a repechaje |

| 8 de agosto | San Jorge RC | 11 - 10 | Sociedad Sportiva |  |  |

| 8 de agosto | IPR Sporting Club | 25 - 21 | Pueyrredón RC |  |  |

| 15 de agosto | Pueyrredón RC | 55 - 5 | San Jorge RC |  |  |

| 17 de agosto | IPR Sporting Club | 43 - 14 | San Jorge RC |  |  |

| 23 de agosto | Patoruzú RC | 10 - 28 | Sociedad Sportiva |  |  |

| 29 de agosto | Sociedad Sportiva | 24 - 21 | Pueyrredón RC |  |  |

| 29 de agosto | Patoruzú RC | 8 - 16 | IPR Sporting Club |  |  |

| 5 de septiembre | San Jorge RC | 18 - 31 | Patoruzú RC |  |  |

| 5 de septiembre | Sociedad Sportiva | 27 - 24 | IPR Sporting Club |  |  |

| 12 de septiembre | Pueyrredón RC | 24 - 31 | Patoruzú RC |  |  |

### Repechaje
El ganador del repechaje clasificó a la segunda fase. 
| 5 de septiembre | Sociedad Sportiva | 37 - 39 | Teqüe |  |  |

## Segunda fase

### Zona A
| Pos. | Equipos    | Partidos | Partidos | Partidos | Tantos | Tantos | Tantos | Pts. |
| Pos. | Equipos    | G        | E        | P        | PF     | PC     | DP     | Pts. |
| ---- | ---------- | -------- | -------- | -------- | ------ | ------ | ------ | ---- |
| 1.°  | La Tablada | 2        | 0        | 0        | 61     | 8      | +53    |      |
| 2.°  | Tala       | 1        | 0        | 1        | 35     | 25     | +10    | 5    |
| 3.°  | Aranduroga | 0        | 0        | 2        | 15     | 78     | -63    | 0    |

|  | Clasifica a la fase final |

| 26 de septiembre | Aranduroga | 10 - 32 | Tala |                                           |                                           |
|                  |            | Reporte |      | Árbitro(s): Víctor Rabuffeti (Entre Ríos) | Árbitro(s): Víctor Rabuffeti (Entre Ríos) |

| 3 de octubre | La Tablada | 46 - 5 | Aranduroga |  |  |

| 10 de octubre | Tala | 3 - 15 | La Tablada |  |  |

### Zona B
| Pos. | Equipos          | Partidos | Partidos | Partidos | Tantos | Tantos | Tantos | Pts. |
| Pos. | Equipos          | G        | E        | P        | PF     | PC     | DP     | Pts. |
| ---- | ---------------- | -------- | -------- | -------- | ------ | ------ | ------ | ---- |
| 1.°  | Jockey Club (C)  | 2        | 0        | 0        | 68     | 52     | +16    | 9    |
| 2.°  | Córdoba Athletic | 1        | 0        | 1        | 76     | 68     | +8     | 5    |
| 3.°  | Palermo Bajo     | 0        | 0        | 2        | 55     | 79     | -24    | 1    |

|  | Clasifica a fase final |

| 26 de septiembre | Palermo Bajo | 25 - 30 | Jockey Club (C) |                                       |                                       |
|                  |              | Reporte |                 | Árbitro(s): Carlos Molinari (Rosario) | Árbitro(s): Carlos Molinari (Rosario) |

| 3 de octubre | Córdoba Athletic | 49 - 30 | Palermo Bajo |                                                                           |                                                                           |
|              |                  | Reporte |              | Asistencia: 1000 espectadores Árbitro(s): Ricardo Lamastra (Buenos Aires) | Asistencia: 1000 espectadores Árbitro(s): Ricardo Lamastra (Buenos Aires) |

| 10 de octubre | Jockey Club (C) | 38 - 27 | Córdoba Athletic |                                                                    |                                                                    |
|               |                 | Reporte |                  | Asistencia: 900 espectadores Árbitro(s): Carlos Molinari (Rosario) | Asistencia: 900 espectadores Árbitro(s): Carlos Molinari (Rosario) |

### Zona C
| Pos. | Equipos    | Partidos | Partidos | Partidos | Tantos | Tantos | Tantos | Pts. |
| Pos. | Equipos    | G        | E        | P        | PF     | PC     | DP     | Pts. |
| ---- | ---------- | -------- | -------- | -------- | ------ | ------ | ------ | ---- |
| 1.°  | Marista    | 2        | 0        | 0        | 58     | 33     | +25    |      |
| 2.°  | Los Tordos | 1        | 0        | 1        | 37     | 42     | -5     |      |
| 3.°  | Teqüe      | 0        | 0        | 2        | 40     | 60     | -20    |      |

|  | Clasifica a la fase final |

| 26 de septiembre | Teqüe | 19 - 25 | Los Tordos |  |  |

| 3 de octubre | Marista | 35 - 21 | Teqüe |  |  |

| 10 de octubre | Los Tordos | 12 - 23 | Marista |  |  |

### Zona D
| Pos. | Equipos          | Partidos | Partidos | Partidos | Tantos | Tantos | Tantos | Pts. |
| Pos. | Equipos          | G        | E        | P        | PF     | PC     | DP     | Pts. |
| ---- | ---------------- | -------- | -------- | -------- | ------ | ------ | ------ | ---- |
| 1.°  | Duendes          | 2        | 0        | 0        | 61     | 20     | +41    |      |
| 2.°  | Jockey Club (R)  | 1        | 0        | 1        | 57     | 49     | +8     |      |
| 3.°  | Sgo. Lawn Tennis | 0        | 0        | 2        | 44     | 93     | -49    |      |

|  | Clasifica a la fase final |

| 26 de septiembre | Santiago Lawn Tennis | 34 - 47 | Jockey Club (R) |  |  |

| 3 de octubre | Duendes | 46 - 10 | Santiago Lawn Tennis |  |  |

| 10 de octubre | Jockey Club (R) | 10 - 15 | Duendes |  |  |

## Fase final
Semifinales
| 17 de octubre | La Tablada | 27 - 47 | Jockey Club (C) |                                                                     |                                                                     |
|               |            | Reporte |                 | Asistencia: 700 espectadores Árbitro(s): Ricardo Bordcoch (Córdoba) | Asistencia: 700 espectadores Árbitro(s): Ricardo Bordcoch (Córdoba) |

| 17 de octubre | Marista | 29 - 25 | Duendes |  |  |
|               |         | Reporte |         |  |  |

Final
| 24 de octubre | Jockey Club (C) | 25 - 13 | Marista | Club La Tablada, Córdoba |  |
|               |                 | Reporte |         |                          |  |

| Bandera de la Provincia de Córdoba |
| Jockey Club de Córdoba Campeón     |
| Primer título                      |